# Famous Players Film Company
Famous Players Film Company è stata una casa di produzione cinematografica fondata nel 1912 da Adolph Zukor e indipendente sino al 1916 quando divenne una sussidiaria della Famous Players-Lasky Corporation.

## Film prodotti dalla Famous Players Film Co.

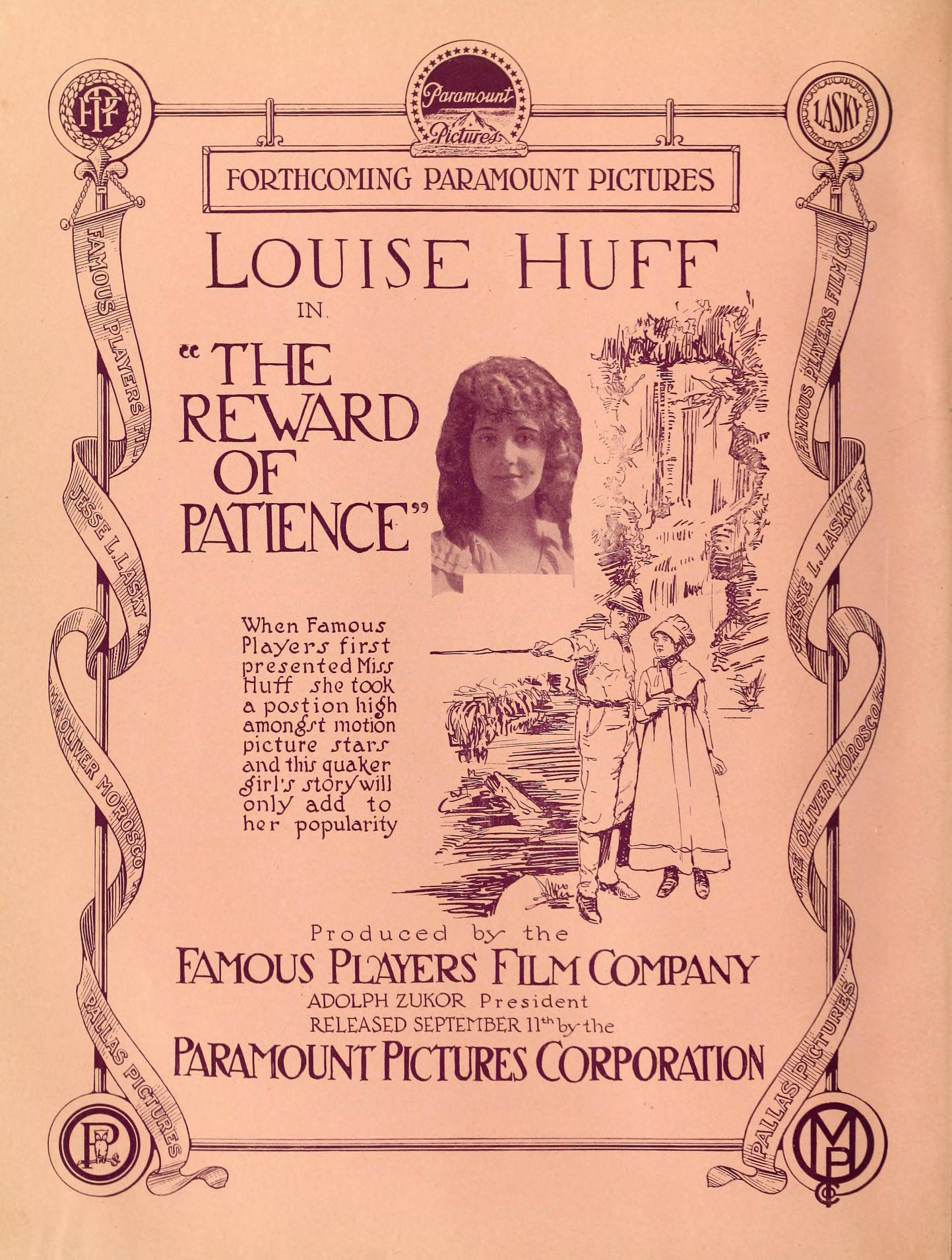
The Reward of Patience (1916)
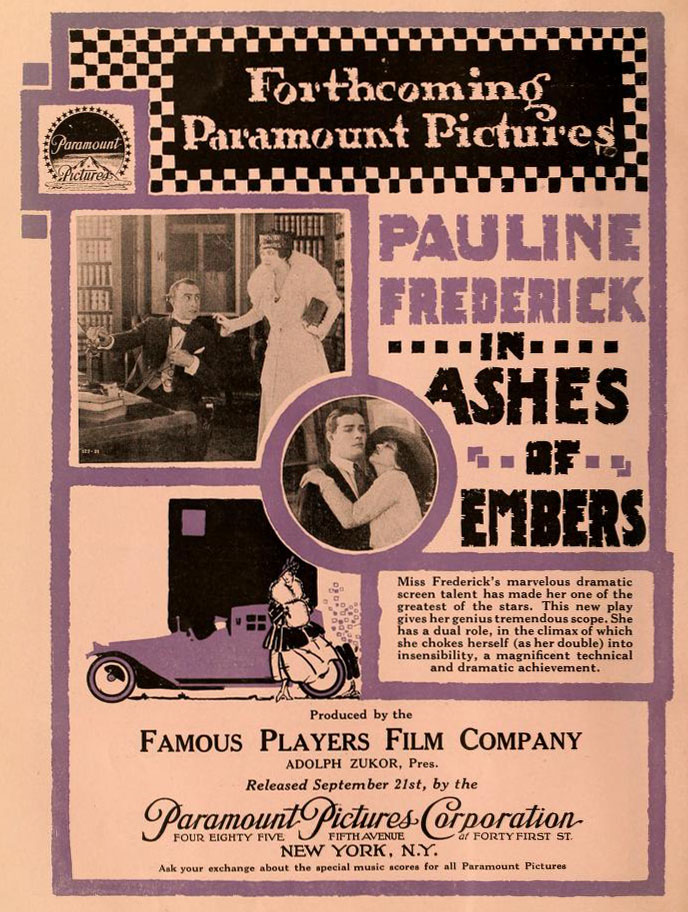
Ashes of Embers (1916)
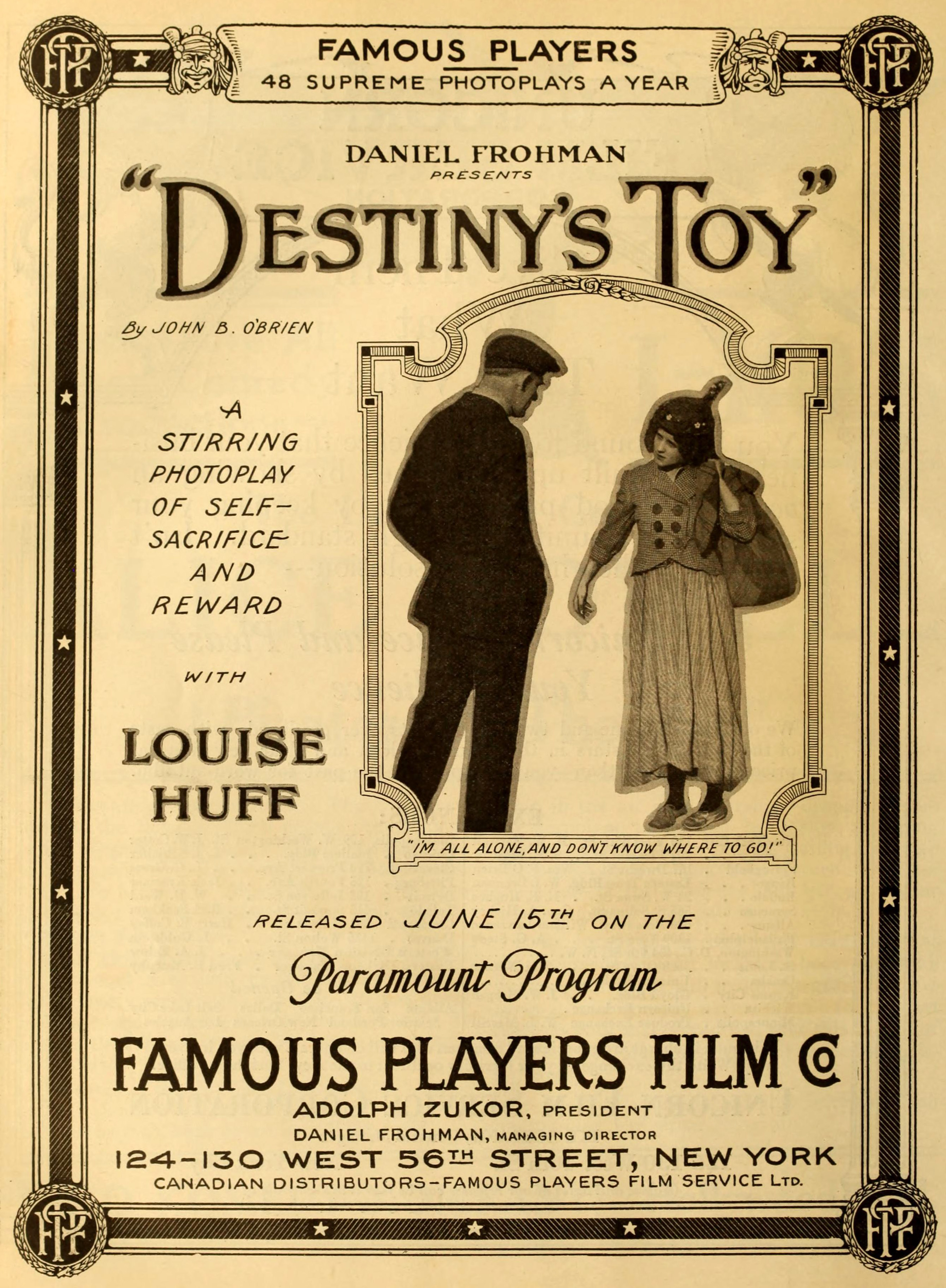
Destiny's Toy (1916)
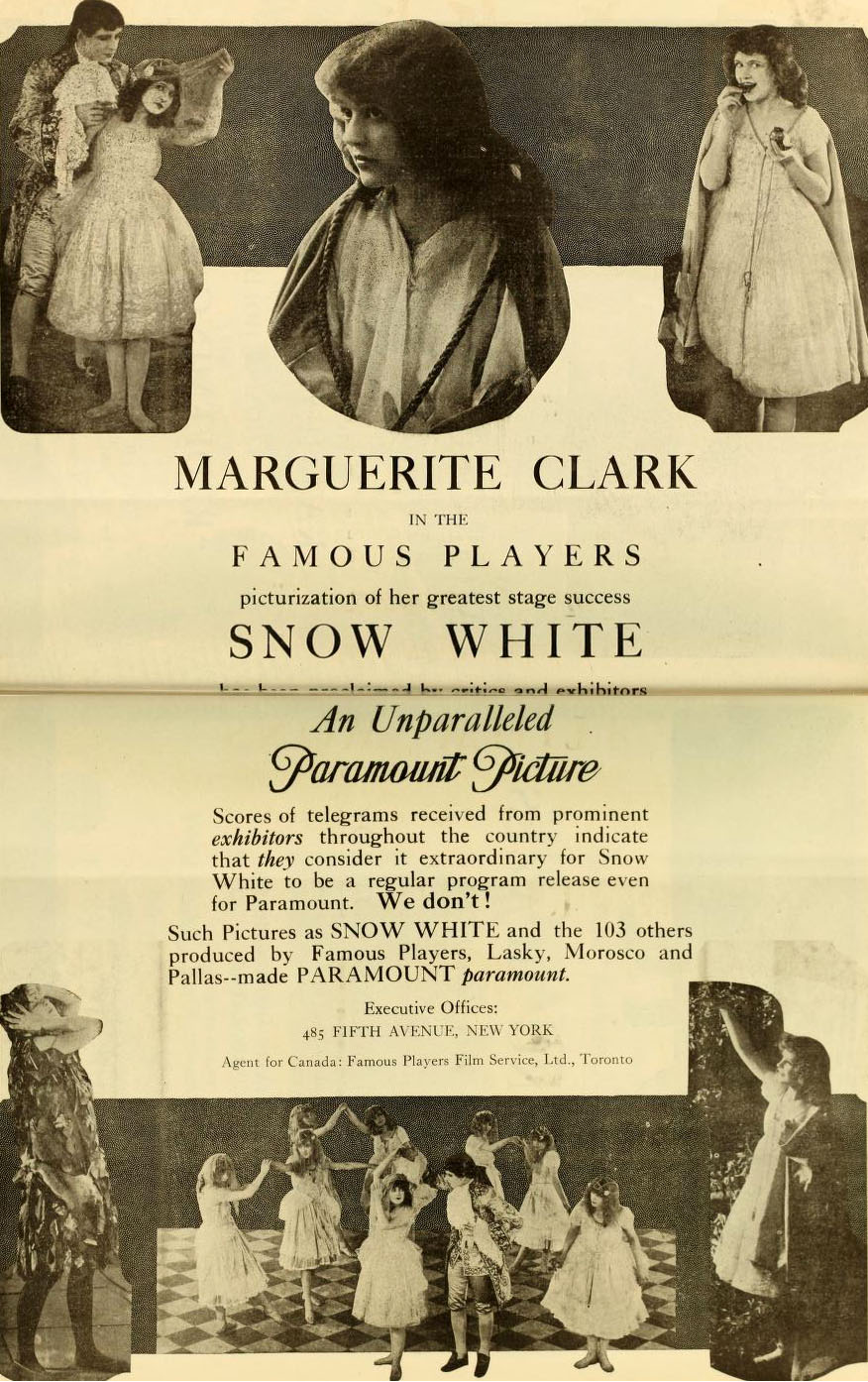
Snow White (1916)
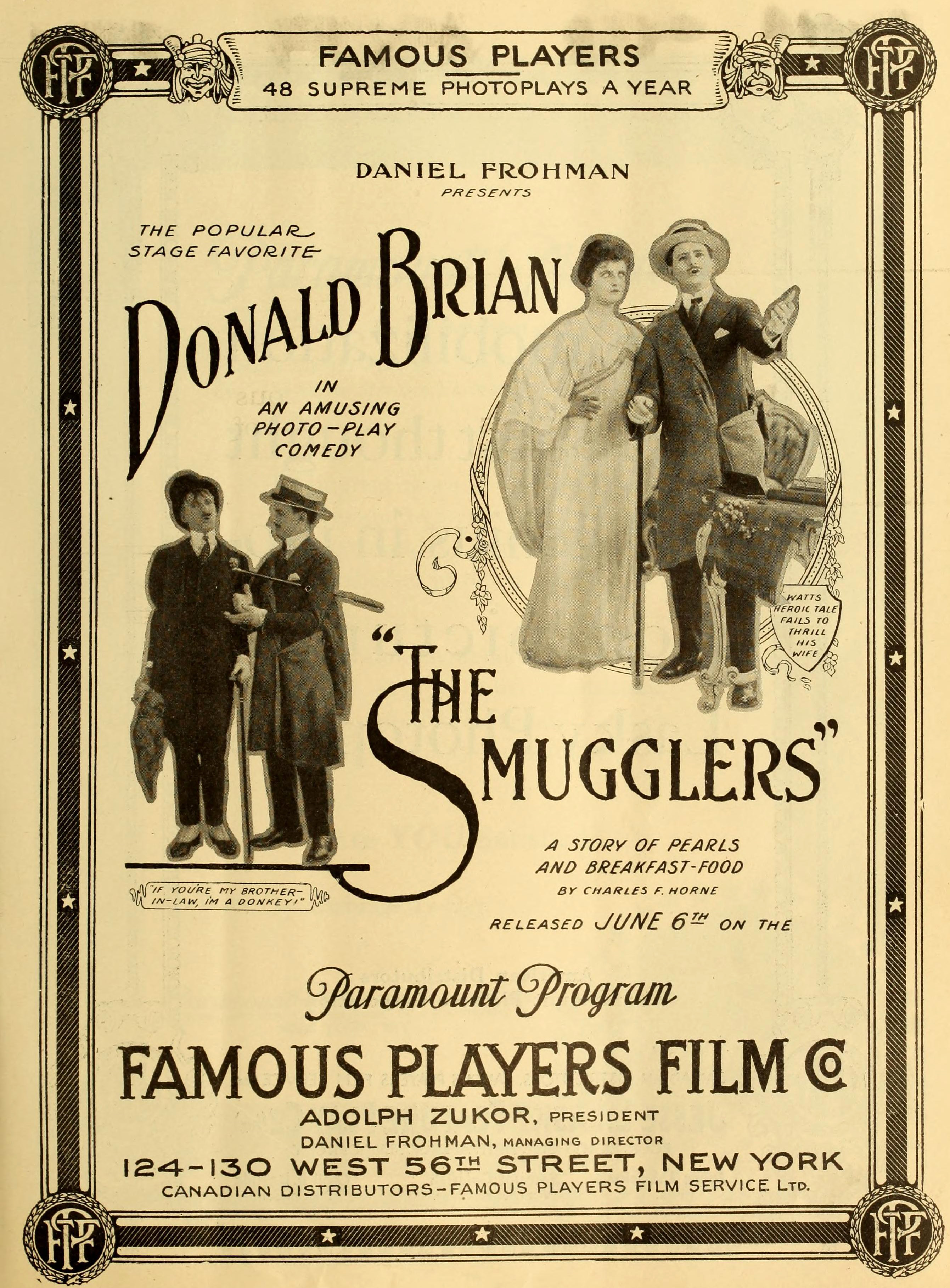
Il contrabbandiere (1916)
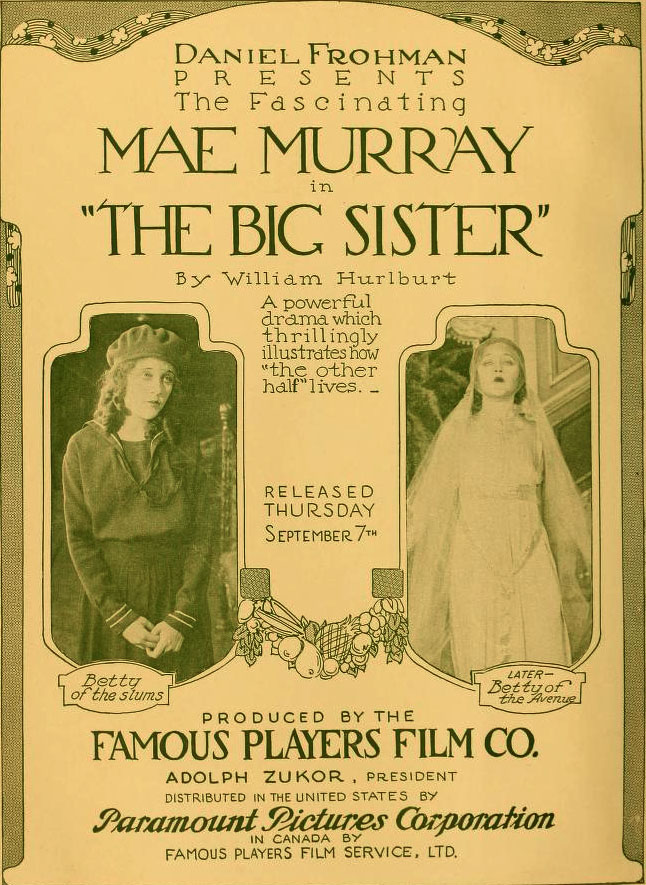
The Big Sister (1916)

## Filmografia

### 1913
- The Prisoner of Zenda, regia di Hugh Ford e Edwin S. Porter (1913)
- Tess of the D'Urbervilles, regia di J. Searle Dawley (1913)
- In the Bishop's Carriage, regia di J. Searle Dawley, Edwin S. Porter (1913)
- Chelsea 7750, regia di J. Searle Dawley (1913)
- An Hour Before Dawn, regia di J. Searle Dawley (1913)
- His Neighbor's Wife, regia di Edwin S. Porter (1913)
- The Count of Monte Cristo, regia di Joseph A. Golden, Edwin S. Porter (1913)
- Caprice, regia di J. Searle Dawley (1913)
- The Port of Doom, regia di J. Searle Dawley (1913)
- Leah Kleschna, regia di J. Searle Dawley (1913)
- The Daughter of the Hills, regia di J. Searle Dawley (1913)
- A Lady of Quality, regia di J. Searle Dawley (1913)

### 1914
- An American Citizen, regia di J. Searle Dawley (1914)
- The Day of Days, regia di Daniel Frohman (1914)
- Hearts Adrift, regia di Edwin S. Porter (1914)
- The Pride of Jennico, regia di J. Searle Dawley (1914)
- A Good Little Devil, regia di Edwin S. Porter, J. Searle Dawley (1914)
- Clothes, regia di Francis Powers (1914)
- Tess of the Storm Country, regia di Edwin S. Porter (1914)
- The Redemption of David Corson, regia di Frederick A. Thomson (1914)
- The Brute, regia di Thomas N. Heffron (1914)
- The Port of Missing Men, regia di Francis Powers (1914)
- A Woman's Triumph, regia di J. Searle Dawley (1914)
- The Ring and the Man, regia di Francis Powers (1914)
- One of Our Girls, regia di Thomas N. Heffron (1914)
- The Spitfire, regia di Edwin S. Porter e Frederick A. Thomson (1914)
- The Eagle's Mate, regia di James Kirkwood (1914)
- The Little Gray Lady, regia di Francis Powers (1914)
- The Scales of Justice, regia di Thomas N. Heffron (1914)
- The Better Man, regia di William Powers (1914)
- Aftermath (1914)
- Il paradiso perduto (The Lost Paradise), regia di J. Searle Dawley (1914)
- The Unwelcome Mrs. Hatch, regia di Allan Dwan (1914)
- Such a Little Queen, regia di Hugh Ford e Edwin S. Porter (1914)
- Marta of the Lowlands, regia di J. Searle Dawley (1914)
- Wildflower, regia di Allan Dwan (1914)
- The County Chairman, regia di Allan Dwan (1914)
- Dietro le quinte (Behind the Scenes), regia di James Kirkwood (1914)
- His Last Dollar, regia di Frank Powell (1914)
- The Man from Mexico, regia di Thomas N. Heffron (1914)
- The Straight Road, regia di Allan Dwan (1914)
- Aristocracy, regia di Thomas N. Heffron (1914)
- Mrs. Black Is Back, regia di Thomas N. Heffron (1914)
- The Conspiracy, regia di Allan Dwan (1914)
- The Crucible, regia di Hugh Ford, Edwin S. Porter (1914)
- The Sign of the Cross, regia di Frederick A. Thomson (1914)
- Cinderella, regia di James Kirkwood (1914)
- The Million, regia di T.N. Heffron (Thomas N. Heffron) (1914)

### 1915
- The Foundling, regia di John B. O'Brien (1915)
- The Dancing Girl, regia di Allan Dwan (1915)
- The Morals of Marcus, regia di Hugh Ford, Edwin S. Porter (1915)
- Her Triumph (1915)
- The Bachelor's Romance (1915)
- David Harum, regia di Allan Dwan (1915)
- The Love Route, regia di Allan Dwan (1915)
- Gretna Green, regia di Thomas N. Heffron (1915)
- Are You a Mason?, regia di Thomas N. Heffron (1915)
- The Commanding Officer, regia di Allan Dwan (1915)
- Niobe, regia Edwin S. Porter e Hugh Ford (1915)
- When We Were Twenty-One, regia di Hugh Ford e Edwin S. Porter (1915)
- The Eternal City, regia di Hugh Ford e Edwin S. Porter (1915)
- May Blossom, regia di Allan Dwan (1915)
- Fanchon, the Cricket, regia di James Kirkwood (1915)
- The Moth and the Flame, regia di Sidney Olcott (1915)
- The Pretty Sister of Jose, regia di Allan Dwan (1915)
- Jim the Penman, regia di Edwin S. Porter (1915)
- The Dawn of a Tomorrow, regia di James Kirkwood (1915)
- Gambier's Advocate, regia di James Kirkwood (1915)
- The Dictator, regia di Oscar Eagle (1915)
- Little Pal, regia di James Kirkwood (1915)
- Rags, regia di James Kirkwood (1915)
- Sold, regia di Hugh Ford e Edwin S. Porter (1915)
- Helene of the North, regia di J. Searle Dawley (1915)
- Poor Schmaltz, regia di Hugh Ford (1915)
- The Heart of Jennifer, regia di James Kirkwood (1915)
- The Incorrigible Dukane, regia di James Durkin (1915)
- Esmeralda, regia di James Kirkwood (1915)
- The Fatal Card, regia di James Kirkwood (1915)
- A Girl of Yesterday, regia di Allan Dwan (1915)
- The White Pearl, regia di Hugh Ford, Edwin S. Porter (1915)
- The Masqueraders, regia di James Kirkwood (1915)
- Still Waters, regia di J. Searle Dawley (1915)
- Madame Butterfly, regia di Sidney Olcott (1915)
- Zaza, regia di Edwin S. Porter e Hugh Ford (1915)
- The Mummy and the Humming Bird, regia di James Durkin (1915)
- Bella Donna, regia di Hugh Ford e Edwin S. Porter (1915)
- The Prince and the Pauper, regia di Hugh Ford e Edwin S. Porter (1915)
- The Old Homestead, regia di James Kirkwood (1915)
- Lydia Gilmore, regia di Hugh Ford e Edwin S. Porter (1915)

### 1916
- The Foundling, regia di John B. O'Brien (1916)
- Mice and Men, regia di J. Searle Dawley (1916)
- My Lady Incog., regia di Sidney Olcott (1916)
- Nearly a King, regia di Frederick A. Thomson (1916)
- The Spider, regia di Robert G. Vignola (1916)
- Out of the Drifts, regia di J. Searle Dawley (1916)
- Diplomacy, regia di Sidney Olcott (1916)
- The Lost Bridegroom, regia di James Kirkwood (1916)
- The Saleslady, regia di Frederick A. Thomson (1916)
- Audrey, regia di Robert G. Vignola (1916)
- Molly Make-Believe, regia di J. Searle Dawley (1916)
- The Eternal Grind, regia di John B. O'Brien (1916)
- The Moment Before, regia di Robert G. Vignola (1916)
- The Red Widow, regia di James Durkin (1916)
- The Feud Girl, regia di Frederick A. Thomson (1916)
- Saints and Sinners, regia di James Kirkwood (1916)
- The Evil Thereof, regia di Robert G. Vignola (1916)
- Silks and Satins, regia di J. Searle Dawley (1916)
- Destiny's Toy, regia di John B. O'Brien (1916)
- The World's Great Snare, regia di Joseph Kaufman (1916)
- The Woman in the Case, regia di Hugh Ford (1916)
- Il contrabbandiere (The Smugglers), regia di Sidney Olcott (1916)
- Under Cover, regia di Robert G. Vignola (1916)
- Little Lady Eileen, regia di J. Searle Dawley (1916)
- Rolling Stones, regia di Del Henderson (1916)
- When Shadows Fall, regia di Willis Robards (1916)
- The Daughter of MacGregor, regia di Sidney Olcott (1916)
- The Big Sister, regia di John B. O'Brien (1916)
- The Reward of Patience, regia di Robert G. Vignola (1916)
- Ashes of Embers, regia di Edward José e Joseph Kaufman (1916)
- The Quest of Life, regia di Ashley Miller (1916)
- The Kiss, regia di Dell Henderson (1916)
- The Rainbow Princess, regia di J. Searle Dawley (1916)
- Seventeen, regia di Robert G. Vignola (1916)
- Miss George Washington, regia di J. Searle Dawley (1916)
- Nanette of the Wilds, regia di Joseph Kaufman (1916)
- A Coney Island Princess, regia di Dell Henderson (1916)
- The Traveling Salesman, regia di Joseph Kaufman (1916)
- Snow White, regia di J. Searle Dawley (1916)

### 1917
- The Slave Market, regia di Hugh Ford (1917)
- Great Expectations, regia di Robert G. Vignola e Paul West (1917)
- A Girl Like That, regia di Dell Henderson (1917)
- The Fortunes of Fifi, regia di Robert G. Vignola (1917)
- Sapho, regia di Hugh Ford (1917)
- The Dummy, regia di Francis J. Grandon (1917)
- Povero cuore (Sleeping Fires), regia di Hugh Ford (1917)
- The Valentine Girl, regia di J. Searle Dawley (1917)
- Heart's Desire, regia di Francis J. Grandon (1917)
- Her Better Self, regia di Robert G. Vignola (1917)
- The Little Boy Scout, regia di Francis J. Grandon (1917)
- At First Sight, regia di Robert Z. Leonard (1917)
- The Love That Lives, regia di Robert G. Vignola (1917)
- The Amazons, regia di Joseph Kaufman (1917)
- Double Crossed, regia di Robert G. Vignola (1917)
- The Mysterious Miss Terry, regia di J. Searle Dawley (1917)
- Bab's Diary, regia di J. Searle Dawley (1917)
- Arms and the Girl, regia di Joseph Kaufman (1917)
- Bab's Burglar, regia di J. Searle Dawley (1917)
- The Hungry Heart, regia di Robert G. Vignola (1917)
- The Antics of Ann, regia di Edward Dillon (1917)
- Bab's Matinee Idol, regia di J. Searle Dawley (1917)
- The Land of Promise, regia di Joseph Kaufman (1917)
- Eterna tentatrice (The Eternal Temptress), regia di Émile Chautard (1917)
- The Seven Swans, regia di J. Searle Dawley (1917)

### 1918
- Mrs. Dane's Defense, regia di Hugh Ford (1918)
- Madame Jealousy, regia di Robert G. Vignola (1918)
- The Lie, regia di J. Searle Dawley (1918)

### 1919
- The Only Way (1919)
- Alias Mike Moran, regia di James Cruze (1919)